# Hire Dankankal, Gangawati
Hire Dankankal là một làng thuộc tehsil Gangawati, huyện Koppal, bang Karnataka, Ấn Độ.